# Agrostis macrantha
Agrostis macrantha é uma espécie de gramínea do gênero Agrostis, pertencente à família Poaceae.